# Elle Cordova
Elle Cordova, voorheen bekend als Reina del Cid, artiestennaam van Rachelle Cordova (Fargo, 8 maart 1988), is een Amerikaanse singer-songwriter, digital-contentmaker en frontvrouw van de folk/rockband Reina del Cid, voorheen gevestigd in Minneapolis, en nu in Los Angeles.

## Jeugd
Elle werd geboren in Fargo (North Dakota). Op vijftienjarige leeftijd kreeg ze haar eerste gitaar en volgde gitaarlessen. In de zomer hielp ze haar vader bij de suikerbietenteelt en schreef ze op de lange ritten naar de bietenvelden verspreid over North Dakota en Minnesota teksten en gedichten in een notitieboekje.
Elle studeerde in 2010 summa cum laude af en behaalde een Bachelor of Arts-diploma in Engelse literatuur aan de Universiteit van Minnesota. Daarna werkte ze een aantal jaren als redactieassistente voor University of Minnesota Press tot ze fulltime muzikant werd.

## Carrière
Sinds 2007 publiceert Elle, eerst onder de artiestennaam Reina del Cid en sinds juli 2023 onder haar eigen naam Elle Cordova, haar muziek op het internet. De artiestennaam was afkomstig van verwijzingen naar de Spaanse literatuur: ze gaf haar toenmalige gitaar de bijnaam ‘"El Cid"’, naar de Spaanse nationale held Rodrigo Díaz de Vivar, die bekendstond als "El Cid". De naam "Reina" betekent "koningin" in het Spaans. Reina del Cid betekent in dit geval: “"de koningin van haar gitaar"”. 
Oorspronkelijk was Reina del Cid de gebruikersnaam die Elle voor haar YouTube-kanaal had bedacht. Via dat kanaal kreeg ze al gauw veel fans en volgers, waardoor de gebruikersnaam vanzelf haar artiestennaam/pseudoniem werd. Met haar eerste band trad ze op als Reina del Cid and The Cidizens. Met, naast vaste gitariste Toni Lindgren, wisselende begeleiders, werd dat later weer Reina del Cid. 
Tijdens haar studie aan de Universiteit van Minnesota ontmoette ze gitariste Toni Lindgren (Fond du Lac (WI), 26 augustus 1989) en samen vormden ze in 2011 een muziekduo. In 2015 traden ze iedere maandag op als huisband in een bar in het centrum van St Paul, waar ze ervaring opdeden om voor publiek op te treden.

### YouTube
Elle heeft als onafhankelijke artiest een aanzienlijke aanhang op haar YouTube-kanaal (meer dan 373.000 abonnees in augustus 2023). Sinds 2016 brengt ze met Toni Lindgren regelmatig eigen nummers en covers uit in haar 'Song-a-Week'-videoserie Sunday Mornings with Reina del Cid ('Zondagmorgen met Reina del Cid'). Met ingang van juli 2023 doen ze dat onder de naam Sunday Mornings HQ en sinds begin 2024 heet het YouTube-kanaal waarop hun muziekvideo's te bekijken en beluisteren zijn Elle & Toni. Vaak werken er gastmuzikanten mee.

### Albums
Fans op YouTube bleven vragen of ze van de zelfgeschreven nummers cd's konden kopen, wat ertoe leidde dat Elle, als Reina del Cid, op 25 oktober 2011 in samenwerking met YouTube-gitarist James Wetzel haar debuut-ep getiteld “Let’s Begin” uitbracht. Op die ep stonden nieuw opgenomen versies van haar YouTube-klassiekers ‘Come Back Over’, ‘Mr. Piñata’, ‘The Sound of You’ en ‘New Girlfriend’, en een nieuw nummer ‘Let's Begin’.
Elle Cordova bracht met haar band tot nu toe vijf studioalbums uit: “Blueprints, plans” (als 'Reina del Cid & the Cidizens'), in 2012, “The Cooling” (2015), “Rerun City” (2017), “Morse Code” (2019) en “Candy Apple Red” (2022). “The Cooling” en “Rerun City” werden opgenomen in Pachyderm Studios in Cannon Falls (Minnesota).
Nummers van het tweede album werden gepromoot op NPR een Amerikaanse publieke radio-omroep, en het online platform Baeble Music.
Hun daaropvolgende single, "Death Cap" en de bijbehorende muziekvideo, die werd gefilmd op IJsland, was te zien in Paste Magazine een Amerikaans Engelstalig digitaal tijdschrift.
In juli 2019 kondigde Elle een volledig album, Morse Code aan dat op 4 oktober 2019 werd uitgebracht, met een kick-offconcert in The Cedar Cultural Center in Minneapolis.

### Europese tournees

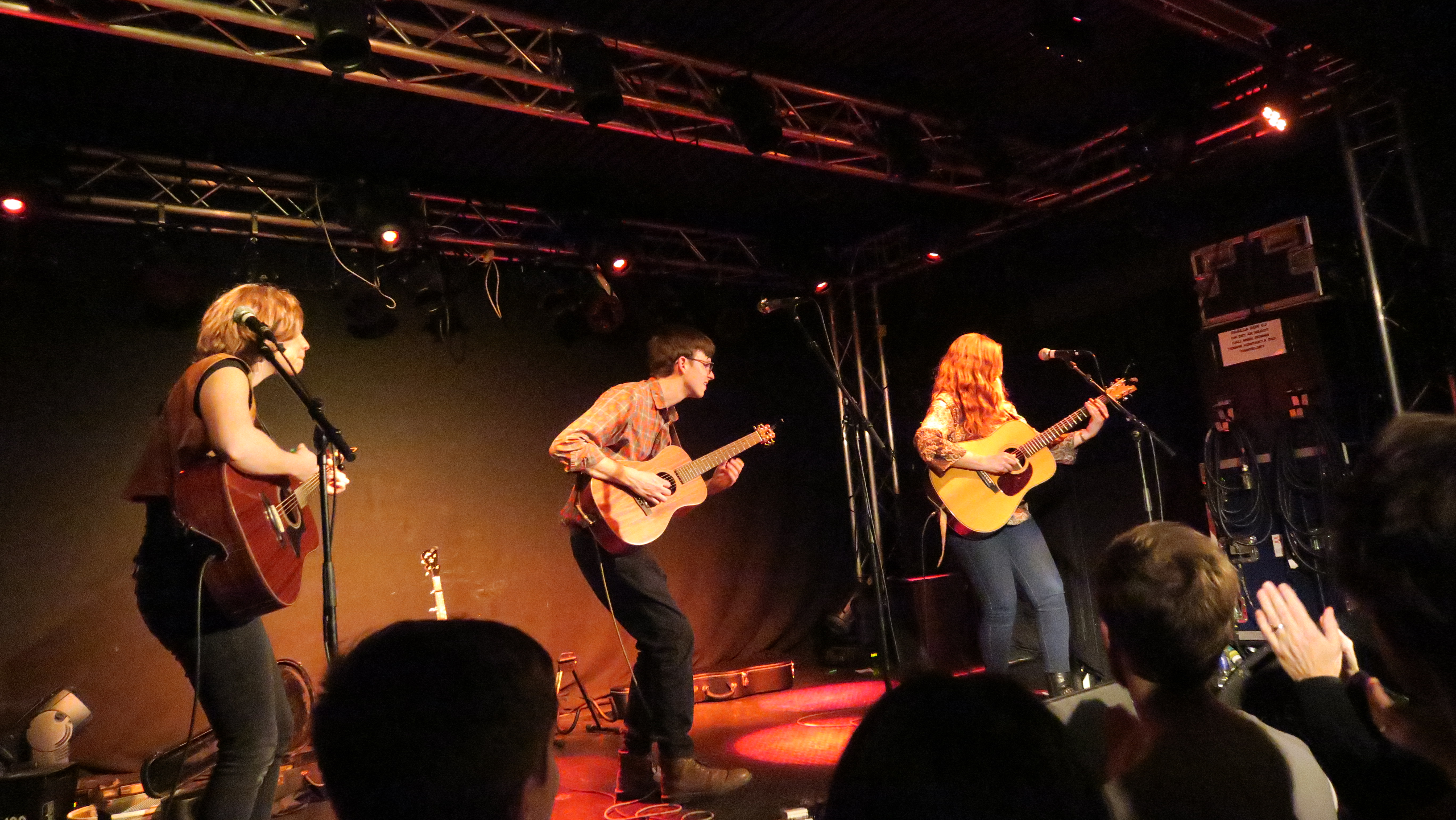
Elle Cordova - toen nog onder de artiestennaam Reina del Cid -, Josh Turner en Toni Lindgren (vlnr.) tijdens een optreden in Göteborg op 23 maart 2019

Samen met The Other Favorites (Josh Turner en Carson McKee), met wie ze ook op YouTube regelmatig samenwerken, tourden Elle Cordova en Toni Lindgren in 2019 door Europa en traden ze onder andere op 17 augustus 2019 op in Bitterzoet in Amsterdam.
De Europese tournee samen met The Other Favorites die gepland stond voor 2020 moest vanwege corona worden geannuleerd.
In september en oktober 2022 vond deze Europese tournee alsnog plaats samen met The Other Favorites, waarbij op 24 september 2022 werd opgetreden in Zaal Nova in Machelen en op 26 september 2022 in de Melkweg in Amsterdam.

## Bandleden

### Huidig
- Elle Cordova, leadzanger, slaggitaar
- Toni Lindgren, leadgitaar, zang, mondharmonica
- Andrew Foreman, basgitaar, staande bas
- Nate Babbs, drums (vanaf 2018)

### Voormalig
- Zach Schmidt, drums (2014-2018)
- Christopher R. Wiberg, staande bas
- Clay Whitney, drums (tot ca. 2012)

## Discografie

### Ep's
- Let’s begin, ft. James Wetzel (2011), met James Wetzel (gitaar, percussie en mandoline), Justin Mann (bas, trompet) en Natalie Chrisman (piano)[19]

### Albums
- Blueprints, plans (2012) (als 'Reina del Cid & the Cidizens')[20]
- The Cooling (2015)[21][22]
- Rerun City (2017)[23][24]
- Morse Code (4 oktober 2019)[25][26]
- Candy Apple Red (april 2022)

## Populaire YouTube-video's
| Lied                                   |          | Datum             | YouTube-kanaal     | Met | Views (mil.) |        |
| -------------------------------------- | -------- | ----------------- | ------------------ | --- | ------------ | ------ |
| Jambalaya (On the Bayou)               | cover    | 23 mei 2016       | Reina del Cid      | Toni Lindgren | 6,0          | [ 27 ] |
| Stuck in the middle with you           | cover    | 12 augustus 2019  | Josh Turner Guitar | Toni Lindgren (gitaar Josh Turner (basgitaar) Carson McKee (cajon drum)                                                     | 5,6          | [ 28 ] |
| Harvest Moon                           | cover    | 7 juli 2019       | Reina del Cid      | Toni Lindgren (gitaar, mondharmonica) Josh Turner (basgitaar) Carson McKee (snaredrum)                                      | 3,8          | [ 29 ] |
| Wish you were here                     | cover    | 29 december 2019  | Reina del Cid      | Toni Lindgren | 3,3          | [ 30 ] |
| Operator (That's Not the Way It Feels) | cover    | 7 juli 2019       | Josh Turner Guitar | Toni Lindgren (gitaar) Josh Turner (gitaar) Carson McKee (basgitaar)                                                        | 2,6          | [ 31 ] |
| Johnny B. Goode                        | cover    | 5 februari 2017   | Reina del Cid      | Toni Lindgren | 2,5          | [ 32 ] |
| Sister golden hair                     | cover    | 2 september 2018  | Reina del Cid      | Toni Lindgren (leadgitaar) Shane Akers (dobro) David Robinson (banjo) Mike Hedding (mandoline) Andrew Foreman (staande bas) | 1,6          | [ 33 ] |
| Dooley                                 | cover    | 25 februari 2018  | Josh Turner Guitar | Toni Lindgren (gitaar) Josh Turner (banjo) Carson McKee (gitaar)                                                            | 1,6          | [ 34 ] |
| Don’t let me down                      | cover    | 19 november 2019  | Reina del Cid      | Toni Lindgren (basgitaar) Josh Turner (gitaar) Carson McKee (gitaar)                                                        | 1,4          | [ 35 ] |
| I shall be released                    | cover    | 18 mei 2014       | Reina del Cid      | Toni Lindgren | 1,3          | [ 36 ] |
| Kodachrome                             | cover    | 22 juni 2014      | Reina del Cid      | Toni Lindgren | 1,2          | [ 37 ] |
| Morse code                             | original | 25 februari 2018  | Reina del Cid      | Josh Turner (gitaar) | 1,2          | [ 38 ] |
| Come back over                         | original | 27 september 2008 | Reina del Cid      | --- | 1,1          | [ 39 ] |
| Rocky Raccoon                          | cover    | 26 mei 2019       | Reina del Cid      | Toni Lindgren (basgitaar) Josh Turner (gitaar) Carson McKee (zang)                                                          | 1,1          | [ 40 ] |
| Don't Think Twice, It's All Right      | cover    | 10 mei 2020       | Reina del Cid      | Toni Lindgren | 1,1          | [ 41 ] |
| Bad, bad Leroy Brown                   | cover    | 18 augustus 2019  | Reina del Cid      | Toni Lindgren (gitaar) Josh Turner (gitaar) Carson McKee (zang)                                                             | 1,1          | [ 42 ] |